# 西貢解放日報
《西貢解放日報》（越南语：／）是越南共產黨在越南胡志明市發行的一份報紙。報社新聞記者和雇員超過700人，日發行量約13萬份（峰值可達20萬份）。刊行的報紙有越、英、華三語版本，亦是越南唯一的中文报纸。
2025年8月1日，该报华文纸质版停刊，中文新闻将继续在报纸官网更新。

## 外部連結
- 《西貢解放日報》官方網站 （页面存档备份，存于）

- 華文版《西貢解放日報》官方網站